# Daniel Fryklund
Lars Axel Daniel Fryklund (født 4. maj 1879 i Västerås, død 25. august 1965 i Helsingborg) var en svensk musikforfatter.
Fryklund, der oprindelig var filolog, udfoldede en omfattende og fortjenstfuld virksomhed på instrumentforskningens område (Svenska musikinstrument i utländska samlingar, Etymologische Studien über Geige, Studien über die Pochette, Bidrag till kännedom om viola d'amora etc.).